# Алано
Алано (итал. Alanno) је насеље у Италији у округу Пескара, региону Абруцо.
Према процени из 2011. у насељу је живело 754 становника. Насеље се налази на надморској висини од 285 м.

## Становништво
Према резултатима пописа становништва 2011. у општини је живело 3.608 становника.
| 1931. | 1936. | 1951. | 1961. | 1971. | 1981. | 1991. | 2001. | 2011. |
| ----- | ----- | ----- | ----- | ----- | ----- | ----- | ----- | ----- |
| 5.414 | 5.426 | 5.525 | 4.583 | 3.795 | 3.695 | 3.746 | 3.742 | 3.608 |